# Raven (DC Comics)
Raven (alter ego Rachel Roth) – fikcyjna postać (superbohaterka) występująca w komiksach o przygodach drużyny Teen Titans, wydawanych przez DC Comics, a także w różnego rodzaju adaptacjach tychże komiksów. Jej twórcami są scenarzysta Marv Wolfman i rysownik George Pérez, zadebiutowała w komiksie DC Comics Presents vol. 1 #26 (październik 1980). Razem z dwoma innymi nowymi postaciami stworzonymi przez Marva Wolfmana i George’a Péreza: Starfire i Cyborgiem, Raven stała się podstawową członkinią nowego składu Teen Titans, którego przygody ukazywały się na łamach magazynu The New Teen Titans (będącego w dużej mierze odpowiedzią DC na popularną wówczas serię komiksów o X-Menach wydawnictwa Marvel Comics)
Raven jest dziewczyną o nadprzyrodzonych mocach, zdolną teleportować się, manipulować emocjami oraz kontrolować swoje ciało astralne, czyli tzw. „duchową jaźń” (ang. „Soul Self”), które może zarówno zadawać fizyczne obrażenia, jak i służyć jako oczy i uszy poza ciałem Raven. Jest córką złoczyńcy Trigona, demonicznego władcy wymiaru Azarath i ludzkiej kobiety o nazwisku Angela Roth, znanej lepiej jako Arella. Najczęściej przedstawiana jest jako czarnowłosa dziewczyna o posępnym usposobieniu, ubrana w granatową pelerynę z kapturem.
Postać Raven gościła również w serialach i filmach animowanych o przygodach Teen Titans, a także grach komputerowych osadzonych w realiach komiksów DC Comics. Pierwszy raz na srebrnym ekranie zadebiutowała w serialu animowanym Młodzi Tytani (Teen Titans).

## Opis postaci
Historia Raven rozpoczyna się, gdy jej matka Arella (jej prawdziwe nazwisko Angela Roth), będąca członkinią okultystycznego kultu religijnego, który usiłował sprowadzić na Ziemię diabła, została zgwałcona. W wyniku tego zdarzenia zostało poczęte przez demonicznego Trigona dziecko. Później Arella przyłączyła się do pacyfistycznego ruchu w sanktuarium w Azarath. Dziewięć miesięcy później urodziła się dziewczynka o imieniu Rachel. Dojrzalsza już Raven, zdając sobie z zagrożenia jakim jest Trigon, początkowo skontaktowała się z drużyną Justice League, jednak została odrzucona, po tym jak czarodziejka Zatanna wyczuła jej pokrewieństwo ze złym demonem i wezwała swoich towarzyszy do zignorowania ostrzeżeń dziewczyny. Następnie zwróciła się do młodzieżówki Justice League - Tytanów, którzy przyjęli ją w swoje szeregi tworząc skład New Teen Titans.
Jako członek Raven odbyła wiele przygód, jednak prawdziwe zagrożenie związane z jej pochodzeniem miało dopiero nadejść. Rachel zgodziła się stanąć u boku swojego ojca, pod warunkiem, że ten oszczędzi planetę. Jednak szybko zdała sobie sprawę, że jej ojciec nie ma zamiaru dotrzymać obietnicy. Drużynie New Teen Titans udało się wysłać demona w inny wymiar, jednak jak się później okazało nie na zawsze. Po upływie lat Trigon wymordował miliony istnień w swoim wymiarze i przy użyciu ich energii przypuścił kolejny atak na Ziemię, czyniąc z niej pustkowia. Wówczas Raven znalazła się w jego mocy. Tytani zmuszeni byli zabić swoją przyjaciółkę, co pozwoliło duszom Azarathu opętać jej ciało i używać jej jako kanału do zabicia Trigona. Oczyszczona z mocy ojca Raven powróciła później, jednak jej ciało zostało ponownie opętane przez jej złą naturę. Jednakże dobra dusza Raven, która ukryła się w ciele Starfire, wraz z Tytanami przyczyniła do zniszczenia pozostałości zła Trigona. Bez ciała do zamieszkania, jej „duchowa jaźń” tułała się po świecie, aż dosięgło ją kolejne zagrożenie - nowy Brother Blood.

## Moce i umiejętności
Jako hybryda człowieka i demona, Raven odziedziczyła po swoim ojcu - Trigonie szereg nadprzyrodzonych mocy. Zaliczają się do nich głównie umiejętności empatyczne, które pozwalają jej regenerować się i częściowo uzdrawiać innych, poprzez absorpcję cierpienia rannej osoby, co tym samym uśmierza ból i pozwala na szybkie zagojenie się pobieżnych ran. Umiejętność ta ma jednak swoje ograniczenia, gdyż nie może być zastosowana w przypadku cięższych obrażeń.
Jedną z głównym mocy Raven jest manifestowanie swojej „duchowej jaźni” w postaci projekcji astralnej. Może wykorzystywać tę moc do celów terapeutycznych (pomaga jej to w medytacji, lub w nawiązaniu telepatycznego kontaktu ze swoim sojusznikiem, aby pomóc mu się uspokoić), do podróży międzywymiarowej, do teleportowania siebie bądź też swoich sojuszników w dowolne wybrane miejsce, do przenikania przez ciała stałe, a także do celów ofensywnych lub defensywnych (tworzenie bariery z energii astralnej). Najczęściej jej ciało astralne przybiera postać ogromnego czarnego kruka.
W zakres mocy Raven wchodzi również magią, oraz zdolność manipulowania cieniem i emocjami. Ta ostatnia umiejętność manifestuje się w różnych formach, od wywoływania niezwykle silnego bólu, wywoływanie napięcie emocjonalnego, tworzenia iluzji opartej na strachu, po kradzież emocji innych osób. Raven posiada także zdolności telepatyczne i telekinetyczne, które napędzane są przez jej emocje. Oprócz tego bohaterka potrafi lewitować i latać.

## Wersje alternatywne
Raven pojawiła się w niektórych komiksach która przedstawiają znanych bohaterów uniwersum DC w zupełnie innych realiach i czasach, m.in.:
- W historii komiksowej zatytułowanej Titans Tomorrow (wydanej oryginalnie w magazynie Teen Titans vol. 3 #17-19), która rozgrywa się w alternatywnej przyszłości, dorosła już Raven znana jest odtąd jako Dark Raven. Podobnie jak większość członków Teen Titans (nazywanych odtąd Titans Tomorrow), Dark Raven stała się despotycznym złoczyńcą.

## W innych mediach

### Seriale aktorskie

#### Próba realizacji serialu aktorskiego
Pod koniec 2010 roku pojawiła się informacja o podjęciu przez stację The CW prac nad serialem o przygodach Raven, do którego scenariusz miał napisać producent serialu V - Diego Gutierrez. Jednakże już w lutym 2011, wraz z ogłoszeniem zamówienia przez The CW pilota serialu Tajemny krąg (The Secret Circle), pojawiły się przesłanki mówiące, że produkcja pilota serialu Raven, który miał zastąpić dobiegającą do końca emisję serialu Tajemnice Smallville (Smallville) może nie dojść do skutku.

### Seriale i filmy animowane

#### Teen Titans
W serialu animowanym Młodzi Tytani (Teen Titans) z lat 2003-2006 oraz pełnometrażowym filmie animowanym Młodzi Tytani: Problem w Tokio (Teen Titans: Trouble in Tokyo), pojawia się dużo młodsza wersja Raven. Ma szarą skórę i fioletowe włosy. Podobnie jak w mainstreamowych komiksach DC jest córką Trigona (w polskiej wersji językowej Trygona) i Arelli. W serialu korzysta głównie z mocy swojej projekcji astralnej i telekinezy. Często używa mantry „Azarath Metrion Zinthos!”, aby bardziej się skupić i skorzystać z większych pokładów swoich zdolności, lecz robi to w wyjątkowych sytuacjach. Jest najbardziej dojrzałym członkiem zespołu, najbardziej milczącym i trzymającym się z boku. Jest pesymistką i fatalistką, ma sarkastyczne odzywki i mroczny styl bycia. Zawsze stara się nie okazywać swoich emocji. Z początku okazuje jedynie antypatię reszcie drużyny (m.in. nikt nie ma prawa wstępu do jej pokoju), a Tytani, choć świetnie razem radzą sobie w walce, zupełnie nie rozumieją jej osoby. Jednak z czasem ta sytuacja się zmienia. Wbrew temu, co pokazuje swoim zachowaniem, bardzo zależy jej na przyjaciołach i wiele dla niej znaczą. Jednocześnie, nie dopuszcza do poufałości, nie licząc krótkotrwałych wyjątków. Komfortowo się czuje, gdy zachowują dystans tam, gdzie wyznacza im granice.
W odcinku Nigdy więcej (Nevermore) pierwszego sezonu w trakcie walki z Doctorem Lightem (w polskiej wersji językowej Doktorem Błyskiem), Raven traci kontrolę nad sobą i przybiera demoniczną formę. Jakiś czas potem Cyborg i Bestia, chcąc porozmawiać z Raven, wchodzą do jej pokoju, ale jej nie zastają. Bestia bierze do ręki jej lusterko, i razem z Cyborgiem zostaje przeniesiony w inny wymiar, które okazuje się być umysłem Raven. Tam spotykają różne osobowości Tytanki, a także pierwszy raz jej ojca - Trygona.
W odcinku Znamię (Birthmark) czwartego sezonu (będącego w dużej mierze adaptacją historii komiksowej New Teen Titans: The Terror of Trigon), Trygon nakazuje Slade’owi (który został obdarzony przez swojego pana mocą pirokinezy), by ten w dzień urodzin Raven objawił jej mroczną wizję przyszłości, w które to ona będzie odpowiedzialna za koniec świata. Raven próbuje zachować w tajemnicy proroctwo przed resztą Tytanów, czyniąc co w jej mocy, aby nie dopuścić do uwolnienia się zła. Jednak z czasem staje się defetystką i zaczyna się godzić ze swoim nieuchronnym losem. W odcinku Proroctwo (The Prophecy) wyjawia przyjaciołom prawdę o swoim przeznaczeniu.
W trzyodcinkowym finale tego sezonu, pt. Koniec (The End), mimo jej usilnych starań proroctwo się dopełnia i dziewczyna staje się portalem, przez który Trygon zstępuje na Ziemię. Dzięki obdarowaniu swoich przyjaciół częścią swoich mocy, udało się jej uratować ich przed petryfikacją. Mimo iż władca wymiaru Azarath pozornie zatriumfował, jego córka nie umarła, tylko zmieniła się w odzianą w białą pelerynę młodszą wersję siebie. Tytani, którzy bezskutecznie próbowali powstrzymać Trygona, odnajdują dotkniętą z początku amnezją Raven, która zaczyna sobie wszystko przypominać, i kiedy wydawało się, że demon ostatecznie zwyciężył, jego córka przestaje być dzieckiem i za sprawą białej energii pokonuje swojego ojca, przywracając wszystko do normy.
W piątym sezonie serialu, zaczyna być bardziej otwarta i przyjacielska, chociaż jej nastawienie do Bestii nie ulega zmianie.
W wersji oryginalnej głosu jej użycza Tara Strong, natomiast w polskiej wersji językowej głosu użyczyła jej Izabella Bukowska.

#### Teen Titans Go!
W serialu animowanym Młodzi Tytani: Akcja! (Teen Titans Go!), będącym komediowym spin-offem poprzedniego serialu, pojawia się jako podstawowy członek drużyny. Podobnie jak pozostali bohaterowie serialu, również Raven została ukazana w bardziej dziecinny i humorystyczny sposób, np. w odcinku Hey Pizza pokazano Raven jako wielbicielkę serialu animowanego Pretty Pretty Pegasus (parodii kreskówki Mój mały kucyk), co dodatkowo kontrastuje z jej mroczną osobowością. Jej podstawowym sposobem poruszania się jest lewitacja. W odcinku Legs (Nogi) okazuje się, że bez swojej peleryny Raven jest znacznie bardziej pogodną osobą, normalnie chodzi i jest mistrzynią kopnięć, natomiast peleryna wywiera mroczny wpływ na Cyborga, który ją założył. Tak samo, jak w serialu Teen Titans, w wersji oryginalnej głosu jej użycza Tara Strong, a w polskiej wersji językowej Izabella Bukowska.

### Gry komputerowe
- W Teen Titans z 2005 roku na platformy: PlayStation 2, GameCube, Xbox, Game Boy Advance
- W DC Universe Online z 2011 roku na platformy: PlayStation 3 i Microsoft Windows.
- W Injustice: Gods Among Us z 2013 roku na platformy: PlayStation 3, Xbox 360 i Wii U
- W Lego Batman 3: Poza Gotham z 2014 roku na platformy: PlayStation 4, Xbox One, PlayStation 3, Xbox 360, WiiU, PlayStation Vita, Nintendo 3DS, iOS i Microsoft Windows